# 安托瓦內特郡主 (摩納哥)
安托瓦內特郡主（法语：Antoinette，1920年12月28日—2011年3月18日）全名为安托瓦內特·路易絲·阿爾貝迪·蘇珊娜·格里馬爾迪（Antoinette Louise Alberte Suzanne Grimaldi），為已故摩纳哥亲王兰尼埃三世之獨姊。

## 後代
- 長女： （1947～2020）
  - 外孫： （1974～）
  - 外孫女： （1985～）
- 長子： 克里斯蒂安·德·馬西男爵（1949～）2020年1月22日，摩納哥親王阿爾貝二世授權克里斯蒂安·德·馬西終身使用馬西男爵爵位
  - 孫女： （1971～）
  - 孫： （1987～）
  - 孫： （1997～）
- 次女： （1951～1989）
  - 外孫：（1972～）

## 紀念
摩纳哥拉孔达米讷安托瓦內特公主公園以她的名字命名。

## 頭銜
- 1920年－1951年：摩納哥的安托瓦內特郡主殿下
- 1951年－2011年：馬西女男爵殿下、摩納哥郡主